# Колумбијски пезос
Колумбијски пезос је националана валута Колумбије. ISO 4217 код валуте је COP. Дели се на 100 центава, а у домаћем платном промету означава се симболом $.
Пезос је заменио реал 1873. и од тада се непрестано користи као назив колумбијске валуте. Кованице и новчанице издаје Републичка банка, и то: кованице од 20, 50, 100, 200 и 500 песоса, те новчанице од 1.000, 2.000, 5.000, 10.000, 20.000 и 50.000 пезоса.